# M2010 ESR
El rifle de francotirador mejorado ( ESR ) M2010, conocido anteriormente como sistema de armas de francotirador reconfigurado XM2010 y M24, es un rifle de francotirador desarrollado por PEO Soldier para el ejército de los Estados Unidos, derivado del M24 SWS, al que reemplazó para ofrecer a los francotiradores un mayor alcance en el terrenos montañosos y desérticos durante la guerra en Afganistán.
Después de salir victorioso en un proceso de licitación, Remington obtuvo el contrato de producción de hasta por 3.600 fusiles que el Ejército de los Estados Unidos había previsto enviar a los francotiradores desplegados en Afganistán para finales del año 2010, pero luego se esperaba que el despliegue se realizara en enero de 2011.
El M2010 dispara munición .300 Winchester Magnum (7,62 × 67 mm), la cual ofrece aproximadamente un 50 por ciento más de alcance efectivo que la 7,62 × 51 mm OTAN que utiliza el M24. Esta recámara para cartuchos dimensionalmente más grandes es posible porque el M24 fue diseñado para usar la versión de cerrojo de "acción larga" del cerrojo del Remington 700 para cartuchos metálicos de hasta 3,34 pulgadas (84,84 mm) de longitud total.

## Historia
El rifle Barrett M107 .50 BMG, que puede alcanzar objetivos a unos 2000 m (2187 yd), tiene una precisión de 2,5 MOA, lo que significa que sería preciso para acertar dentro de un blanco de 25 pulgadas (63,5cm) de área a 1000 m (1094 yd) . Esto era aceptable para uso como munición anti material, pero no para personas. El XM2010 solucionó el problema con una bala Winchester Magnum .300 que puede alcanzar objetivos de hasta 1200 m (1312 yd) con una precisión de 1 MOA; dos veces más lejos que los 800 m (875 yd) del M24 .
El 20 de septiembre de 2010, el ejército otorgó a Remington un contrato por USD 28 millones para reconstruir 3.600 rifles M24. En enero, se había ordenado el cambio de 250.
El ejército de los EE. UU. entregó tres XM2010 a francotiradores de la Escuela de francotiradores del ejército de los Estados Unidos el 18 de enero de 2011  quienes comenzaron a usar el rifle en combate en Afganistán en marzo de 2011. Los francotiradores aprendieron a utilizar y mantener el nuevo rifle durante un curso de tres días. Después del curso, los francotiradores no tuvieron dificultades para alcanzar objetivos a una distancia de hasta 1.000 metros de "cresta a cresta". Además del cartucho más potente, la nueva óptica mejora la capacidad del rifle para apuntar rápidamente a un objetivo sin cálculos de estimación de alcance.
Los 250 rifles XM2010 debían desplegarse en ocho equipos de combate de brigada a mediados de mayo de 2011. Basándose en los resultados y los comentarios de las tropas, el ejército de EE. UU. decidió en mayo de 2011 reemplazar toda su flota de M24 y encargó un total de 2.558 rifles M2010. En septiembre de 2012, el Ejército había desplegado más de 1.400 sistemas como parte de una liberación urgente de material. El M2010 logró la Clasificación de tipo estándar en julio de 2013 y la Liberación completa de material en septiembre de 2013, respaldando las adquisiciones para el resto de los requisitos del Ejército. El 25 de abril de 2014, se completó el rifle M2010 número 2558.

### Planes de reemplazo
El Ejército de EE. UU. planea presentar el Barrett Mk22 MRAD (diseño adaptativo multifunción) para finalmente reemplazar al M2010. Esta arma de cerrojo puede ser convertida por el usuario en el campo para disparar 7,62 × 51 mm NATO, .300 Norma Magnum y .338 Norma Magnum. Con las opciones de recámara Norma Magnum, el Mk22 puede disparar hasta 1500 m (1640 yd), 300 m (328 yd) más lejos que el rifle de francotirador mejorado M2010.

## Detalles del diseño

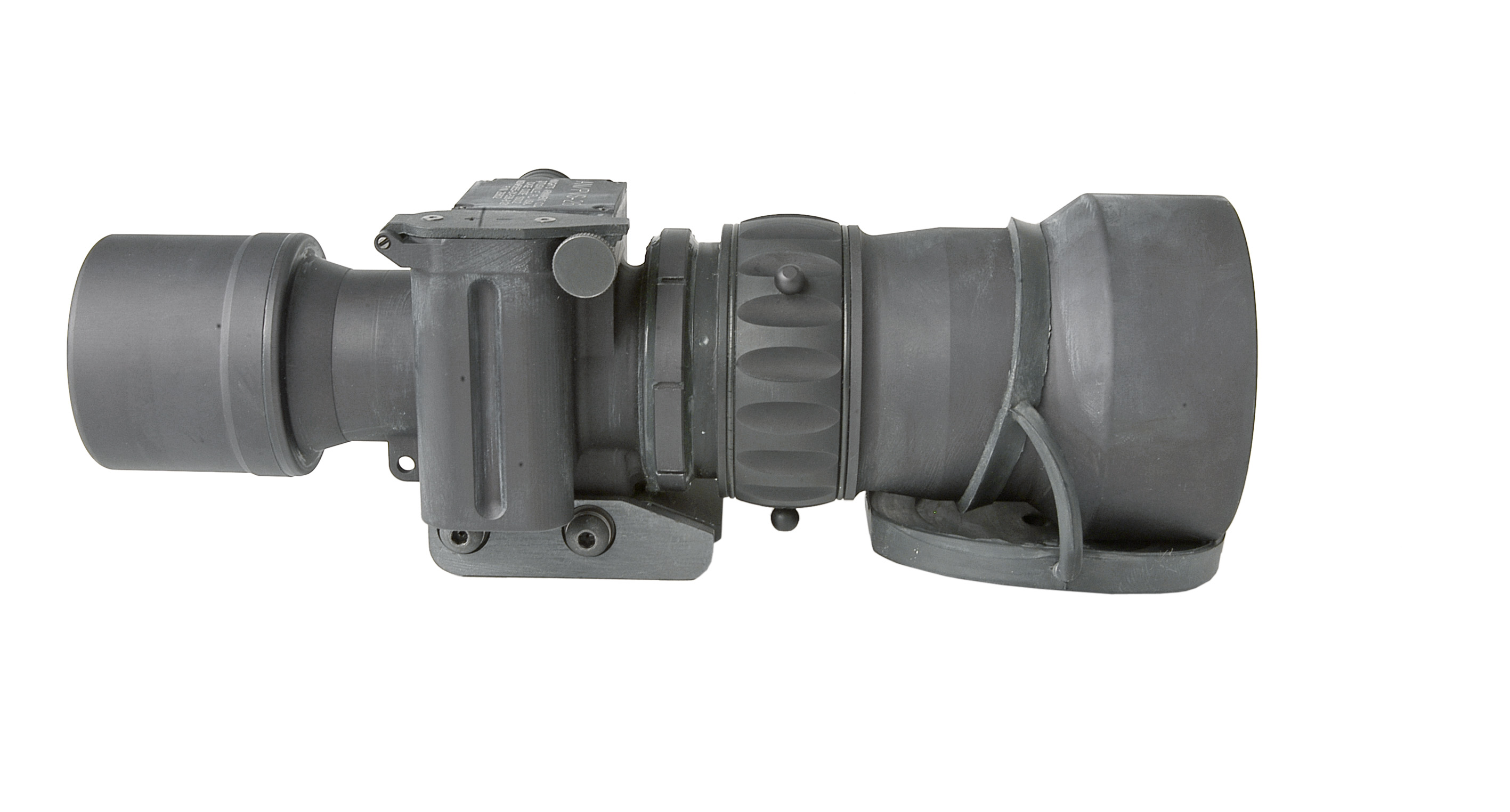
Mira nocturna de francotirador con clip AN/PVS-30

El rifle de francotirador mejorado M2010 se diferencia del sistema de armas de francotirador M24 con recámara OTAN de 7,62 × 51 mm en que las armas de francotirador M2010 son: 
- .300 Winchester Magnum.
- Cañón de 24 pulgadas con paso de 1:10 pulgadas, usando el estriado Obermeyer 5-R, cañón flotante libre forjado con martillo.
- Equipado con un nuevo conjunto de chasis (original) que maximiza la cantidad de ajustes físicos para que el francotirador proporcione un mejor ajuste personalizado para el usuario. El chasis tiene una culata plegable derecha que acorta el sistema para un transporte más fácil y una mejor ocultación durante el movimiento y se adapta al montaje de accesorios a través de rieles Picatinny Mil Std 1913 extraíbles y cables de accesorios a través de canales de enrutamiento.
- Equipado con un cacerina desmontable de cinco balas.
- Equipado con un silenciador de Advanced Armament Corporation (AAC) de conexión/desmontaje rápido con freno de boca para reducir el retroceso y el salto y una firma audible y visible con una funda térmica disponible que reduce el efecto de espejismo en los supresores calentados.  los 10 plg (254 mm) El supresor Titan-QD Fast-Attach elimina el 98 por ciento del destello de boca, el 60 por ciento del retroceso y reduce el sonido en 32 decibeles.[9]
- Equipado con una mira telescópica variable focal frontal Leupold Mark 4 6,5–20 × 50 mm ER/T M5A2 con un 34 mm de diámetro del tubo, primer plano focal, retícula de estimación de alcance del sistema de cuadrícula Horus Vision H-58 y compensación de caída de bala,[13][14] desplegado con la mira nocturna de francotirador con clip AN/PVS-29 o AN/PVS-30.[15][16]
- La aplicación de recubrimientos avanzados resistentes a la corrosión en todo el sistema.

Según Remington Arms, cada rifle es probado para cumplir (y normalmente exceder) el requisito de disparar ≤ 1 moa /0,3 mil (menos de un grupo de disparos de 2 pulgadas a 200 yardas/6 cm a 200 metros) antes de ser entregado.

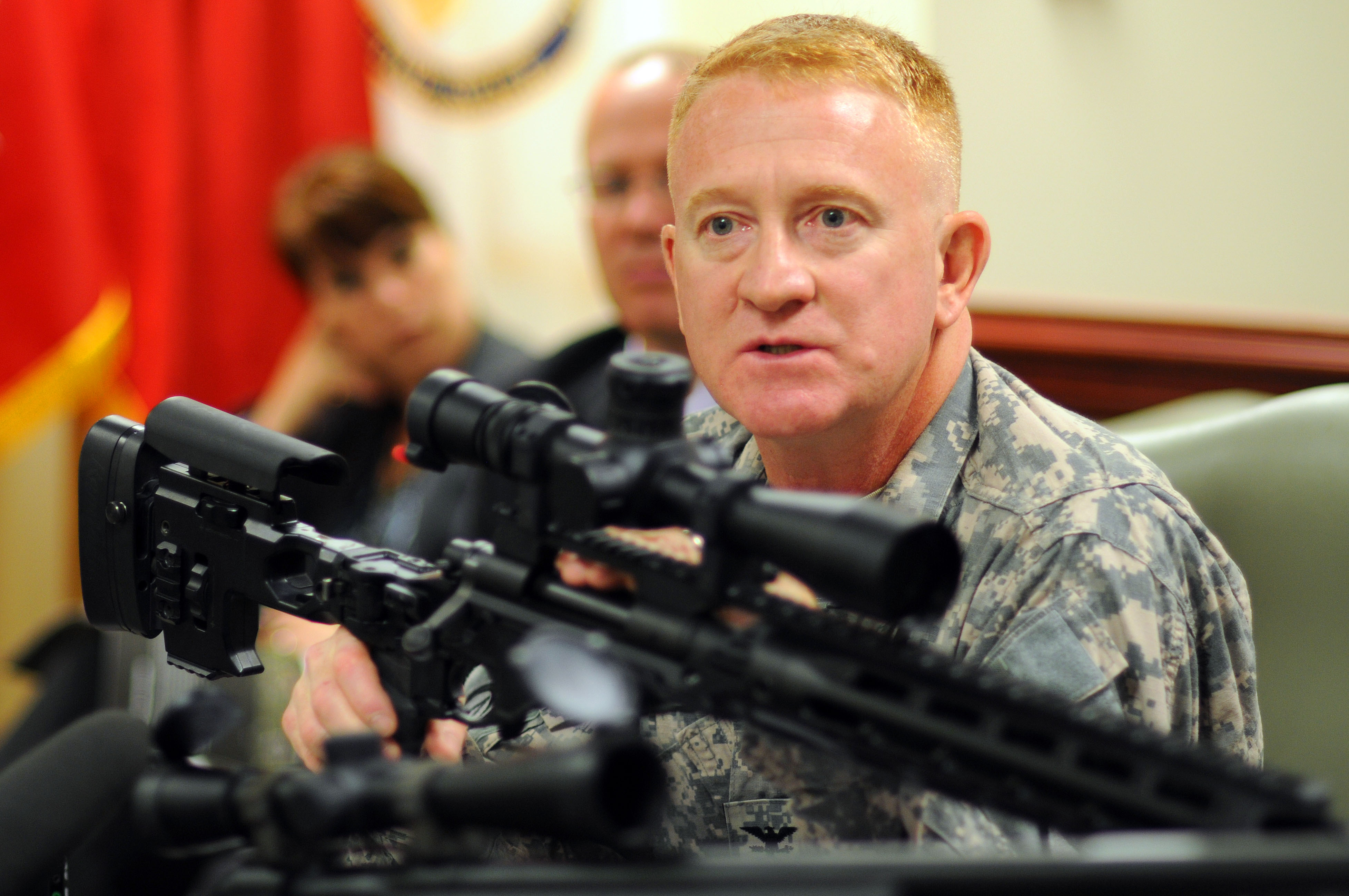
Coronel Douglas Tamilio, director de proyecto del ejército de EE. UU. para nuevas armas con XM2010 en 2010

En el 2009, el gobierno de los EE. UU. compró munición de competencia MK 248 MOD 1 .300 Winchester Magnum para usar en rifles de francotirador .300 Winchester Magnum como el Mk13 SWS de la Marina de los EE. UU. o los M24 SWS reconfigurados. Esta munición representa una mejora de producto (PIP) Winchester Magnum Match .300 y utiliza la bala de muy baja resistencia Sierra MatchKing Hollow Point Boat Tail (HPBT) de 14,26 g (220 granos) disparada a una velocidad de salida nominal de 869. m/s (2.850 pies por segundo) ± 15,2 m/s (50 pies/s). Según la Marina de los EE. UU., esta munición debería aumentar el alcance efectivo máximo de los sistemas de rifle de francotirador Winchester Magnum .300 a 1.370 m (1.500 yardas), disminuir la desviación del viento en las balas en vuelo y utilizar un propulsor de fogonazo reducido que mantiene la temperatura estable durante todo el período operativo. rango de temperatura de -32 °C a 74 °C (-25 °F a 165 °F).    Según JBM Ballistics,  utilizando el coeficiente balístico G7 de 0,310 proporcionado por Bryan Litz y un análisis de la zona de empleo de armas (WEZ) del rifle XM2010 con varios tipos de munición Winchester Magnum .300 realizado por Bryan Litz, el MK 248 MOD 1. 300 cartucho Winchester Magnum, cuando se dispara a su velocidad de salida nominal de 869 m/s (2.850 pies/s), debería tener 1286 a 1289 m (1406 a 1410 yd) alcance supersónico en condiciones atmosféricas estándar internacionales al nivel del mar ( densidad del aire ρ = 1,225 kg/m3).

## Uso civil
En marzo de 2015, Remington Defense anunció que empezaría a  ofrecer algunos de sus productos a la venta en el mercado civil, entre ellos el rifle de francotirador M2010.

## Usuarios
- Colombia: Colombian Special Forces[22]
- United States: United States Army,[3] including the Army Special Forces' 7th Special Forces Group[cita requerida]
- Philippines: Armed Forces of the Philippines Special Operations Command[cita requerida]